# آکنوس‌تونتوری
آکِنوس‌تونتوری (به فنلاندی: Aakenustunturi) یک منطقه در فنلاند است که در کیتیلا واقع شده‌است. آکِنوس‌تونتوری ۵۷۰ متر بالاتر از سطح دریا واقع شده‌است.